# Benjamín Rubio
Benjamín Rubio (Bustarga, Lleó, 1925 - 25 d'agost de 2007) va ser un actiu sindicalista a la zona de Laciana.

## Biografia
Benjamí Rubio va néixer a Bustarga, a Ancares (Lleó) el 12 d'octubre de 1925. Durant la Guerra Civil Espanyola va veure la repressió del bàndol nacional i va marcar la seva vida per sempre. Als 16 anys va començar a treballar en la mineria, amb una influència anarcosindicalista i va exercir com a enllaç de la guerrilla del "Maquis" per l'Agrupació Guerrillera Lleó-Galícia, liderada per César Ríos, entre 1942 i 1949. En aquests anys, va sofrir la persecució i finalment va ser empresonat.
Després de sortir de la presó, es va traslladar a la comarca lleonesa de Laciana per tornar a treballar en la mina. Deixant enrere la seva influència anarcosindicalista, el Partit Comunista d'Espanya (PCE) es va posar en contacte amb ell per a la reorganització de la seva estructura a l'interior d'Espanya. D'aquesta forma, es va convertir en dirigent comunista en la clandestinitat per a Lleó i Galícia. La seva participació en la Vaga Minera de 1962 (coneguda com "La Huelgona"), sentà un important precedent històric, en conformar-se una de les primeres Comissions Obreres permanent. Des de finals dels anys 50, la política sindical del PCE marcava l'intrusisme en els sindicats Verticals. En diverses vagues mineres asturianes (1958, 1959…), s'havien configurat Comissions Obreres que s'havien dissolt després de la finalització del conflicte. La diferència del cas lacianiego és que, durant aquesta vaga, els treballadors van aconseguir introduir 12 representants dins de la Junta d'empresa controlada per la Minero Siderúrgica de Ponferrada i propera al Règim franquista. Un d'aquests representants era Benjamín Rubio, conformant-se una Comissió Obrera permanent, i l'extensió de la qual serà el naixement del sindicat Comissions Obreres (CCOO), de la qual es va convertir en un important dirigent.
En els primers anys de la dècada dels 70, en el marc de la Vaga de l'Antracita, i amb unes CCOO il·legalitzades i perseguides, Benjamín Rubio rep l'encàrrec de viatjar al Regne Unit per recaptar un suport del sindicalisme europeu a les Comissions Obreres, suport que aconsegueix. Durant diversos anys va continuar la seva labor de dirigent del Partit Comunista d'Espanya i Comissions Obreres, participant en la Transició Espanyola. Finalment, va abandonar la primera línia de la política, iniciant una col·laboració amb l'Associació Guerra i Exili (AGE) en la lluita per la recuperació de la memòria històrica i el reconeixement dels guerrillers com soldats i no com bandolers. Entre aquestes activitats, l'any 2000 va col·laborar amb la Caravana de la Memòria, que va reunir a Villablino diversos guerrillers gallecs i lleonesos, iniciant una lluita per la memòria.
Uns mesos abans de morir, va publicar el seu llibre "Memorias de la Lucha Antifranquista", on recull importants aspectes biogràfics i històrics, així com les lletres dels himnes de la guerrilla i una altra informació. També va participar en el Documental "La Guerrilla de la Memoria".